# Русова-Веке
Русова-Веке (рум. Rusova Veche) — село у повіті Караш-Северін в Румунії. Входить до складу комуни Берліште.
Село розташоване на відстані 367 км на захід від Бухареста, 46 км на південний захід від Решиці, 89 км на південь від Тімішоари.

## Населення
За даними перепису населення 2002 року у селі проживали 87 осіб, усі — румуни. Усі жителі села рідною мовою назвали румунську.